# Mildred Scheel
Mildred Scheel (31. prosince 1932 Kolín nad Rýnem jako Mildred Wirtz - 13. května 1985 Kolín nad Rýnem) byla německá lékařka, druhá žena prezidenta Německé spolkové republiky Waltera Scheela a zakladatelka organizace Deutsche Krebshilfe, bojující proti rakovině. Jako první dáma (1974–1979) okamžitě založila tuto neziskovou organizaci pro boj proti všem druhům rakoviny. S tímto zapojením do sociální oblasti se stala jednou z nejslavnějších německých žen po 2. světové válce a získala velké mezinárodní uznání.

## Život a práce
Mildred Scheel byla třetím dítětem rentgenologa a jeho americké manželky. Už jako dítě se velmi zajímala o medicínu a často doprovázela svého otce v jeho praxi. V roce 1944 rodina opustila vybombardovaný Kolín nad Rýnem a přestěhovala se do Ambergu.

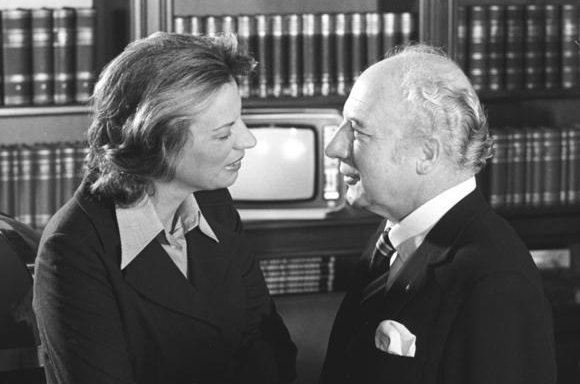
Mildred a Walter Scheel.

## Po střední škole
V roce 1950 začala studovat medicínu na univerzitách v Mnichově, Innsbrucku a Regensburgu. Jejím prvním zaměstnáním bylo místo lékařky v Mnichově. Pak pracovala v různých nemocnicích a lékařských praxích. V roce 1963 se jí narodila dcera Cornelia.
V roce 1967 potkala Milfred Wirtz svého budoucího manžela v sanatoriu, ve kterém tehdy pracovala. Politik z FDP se tam zotavoval po operaci ledvinových kamenů. Vzali se 18. července 1969 v mnichovské čtvrti Schwabing a přestěhovali se do Bonnu. V říjnu toho roku byl Walter Scheel jmenován ministrem zahraničí Německé spolkové republiky. Pár měl dceru a adoptoval sirotka z Bolívie.

## Veřejný život
Walter Scheel byl 15. května 1974 zvolen do úřadu spolkového prezidenta a pro Mildred Scheel začal nový život veřejné služby, spojený s novými povinnostmi a zodpovědností. Podle tradice bývalých německých prvních dam Elly Heuss-Knappové a Wilhelminy Lübkeové (žena pozdějšího prezidenta Heinricha Lübkeho) si lékařka Mildred Scheel vybrala roli v oblasti sociálních služeb a zdravotnictví: boj proti rakovině. "Tento boj bude úspěšnější jen pokud ukáží solidaritu všichni občani”, řekla Scheel v prohlášení. Velmi aktivně se snažila mobilizovat německou veřejnost, aby finančně přispívala na zdravotnický projekt, z kterého by profitovali všichni. Prostředky pro organizaci získávala dokonce i na státních návštěvách. Její dlouholetý přítel Andy Warhol ji v roce 1980 zvěčnil na obraze, aby společně získali prostředky pro organizaci Deutsche Krebshilfe.

## Životní práce
Založením organizace Deutsche Krebshilfe v roce 1974 byl položen základní kámen pro budoucí život Mildred Scheel v neziskovém sektoru. Od samého počátku se její organizace vyznačovala tím, že do ní neproudily žádné peníze z daní a nikdy nepřijala žádné dotace od farmaceutického průmyslu. "Musíme být zcela nezávislý na politických a ekonomických zájmech. Musíme pouze sloužit ku prospěchu zdraví obyvatel a zůstat zavázaní“, to bylo její krédo.
Mildred Scheel překonala tabu ve společnosti a začala otevřenou a veřejnou diskusi o rakovině obecně a o rakovině děložního čípku, rakovině prsu a rakovině prostaty obzvlášť.
Krátce po založení Deutsche Krebshilfe uspěla Mildred Scheel v tom, že se jí podařilo, aby jednotlivé lékařské profese spolupracovali v úsilí bojovat proti rakovině. Iniciovala první vědecké lékařské konference expertů na rakovinu z Evropy, USA a Asie.
Zemřela v roce 1985 na rakovinu. Svoji diagnózu držela v tajnosti před všemi, kromě rodiny a blízkých přátel. Pamětní hrob Mildred Scheel se nachází na Starém hřbitově v Bonnu.

## Pocty a ocenění
Nejvýznamnější pocty udělené Mildred Scheel zahrnují více než 20 státních medailí. V roce 1976 obdržela německou mediální cenu pojmenovanou Bambi. V následujících letech 1977, 1978 a 1979 byla zvolena Ženou roku v Německu. Byly po ní pojmenovány některé instituce, školy a ulice: například v Drážďanech, Solingenu a Neussu. V roce 2008 ocenil posmrtně Mnichov zakladatelku organizace Krebshilfe tím, že po ní pojmenoval ulici ve slavné čtvrti Schwabing (na základě rozhodnutí Rady města z 14. února 2008). Je to rovněž připomínka toho, že lékařka v bavorském hlavním městě Mnichově po mnoho let žila, studovala a pracovala.